# نظرية التقليب
نظرية التقليب في الرياضيات والفيزياء والكيمياء تشمل طرق رياضية لإيجاد حل تقريبي للمسألة، وذلك بالبدء بحلها إلى مسائل أبسط. ونظرية التقليب في الميكانيكا الكمية مثال.